# 梅林达德瓦尔德波雷斯
梅林达德瓦尔德波雷斯，是西班牙卡斯蒂利亚-莱昂布尔戈斯省的一个市镇。总面积120平方公里，总人口490人（2001年），人口密度4人/平方公里。